# Las alumnas de madame Olga
Las alumnas de madame Olga és una pel·lícula de drama eròtica de destape espanyola de 1981 dirigida per José Ramón Larraz i protagonitzada per Helga Liné.

## Argumento
Una professora de piano a Londres és en realitat una emmurriada mestra en el tràfic de blanques, traficant amb dones que ofereix a rics disposats a pagar pels seus serveis.

## Repartiment
- Helga Liné
- María Harper
- George Gonce
- Lynn Endersson
- Eva Lyberten
- Jazmina
- Andrea Albani
- Diana Conca
- Antonio Sarrá
- Manuel Muntaner
- Florencio Calpe
- Anthony Smith
- Jazmine Venturini
- Berta Cabré